# Karl Aschenbrenner
Karl Aschenbrenner (24. února nebo podle jiného zdroje 24. prosince 1865 Sedlčany – 30. března 1955 Vídeň) byl česko-rakouský malíř, ilustrátor a učitel. 

## Život
Po absolvování učitelského ústavu v Českých Budějovicích nastoupil jako učitel měšťanské školy v Kuenburggasse ve Vídni. Později se stal ředitelem vídeňské školy v Jedleseer Deublergasse. Kromě učitelské práce studoval malbu (akvarel, olejomalbu), kresbu a grafické techniky u Eduarda Peithnera z Lichtenfelsu. 
Maloval především krajinu ve Floridsdorfu a okolí, ale i v jiných oblastech Rakouska (Jedlesee, Weikartschlag, Albrechtschlag, Zillertal a další) a v jižních Čechách Prachaticko. Spolu se svým kolegou, učitelem Hansem Smitalem se stal kronikářem Floridsdorfu. V roce 1904 Smital napsal kroniku komunity Floridsdorfu, kterou Aschenbrenner ilustroval.
Jeho stejnojmenný syn Karl Aschenbrenner junior (* 1890) se také věnoval malbě.
Od roku 1959 je po něm pojmenována ulice ve Vídni-Floridsdorfu.

## Díla (výběr)
- Lesní potok v údolí akvarel (1913)[2]
- Schöpfleutnergasse ve Floridsdorfu
- Studie krajin, akvarel, tužka[3]
- Podunají: Müllerovy domy na Dunaji, Skupina stromů na Dunaji
- Dům se zahradou na skále, kvaš a akvarel na kartonu, (1931)[4]